# Attaque de Tombouctou (2017)
Pour les articles homonymes, voir Combat de Tombouctou.
Guerre du Mali
Batailles
L'Attaque de Tombouctou du 14 août 2017 est menée contre un camp de la MINUSMA lors de la guerre du Mali.

## Forces en présence
À cette période, le camp de Tombouctou est défendu par un trois compagnies d'infanterie burkinabées, une compagnie du génie ghanéenne, une compagnie bangladaise de communication, une compagnie d'infanterie libérienne, une compagnie d'hélicoptères salvadorienne, une compagnie médicale et une compagnie de l'Unité de Police Formée (FPU) nigériane, une compagnie suédoise de reconnaissance et de renseignement, un peloton cambodgien de déminage, un peloton de la police militaire égyptienne et une compagnie ivoirienne des Unités de la Force de protection (FP)

## Déroulement
Le 14 août 2017, à 14 heures, heure locale, un petit groupe de djihadistes attaque le quartier-général de la MINUSMA à Tombouctou,. Ces derniers, équipés de grenades et de fusils AK-47, ouvrent le feu sur les gardes de sécurité maliens dès qu'ils atteignent l'entrée du camp.
Au moins deux assaillants parviennent à pénétrer à l'intérieur du camp, mais ils sont abattus par les casques bleus. L'armée malienne et des hélicoptères français de la force Barkhane interviennent également,.
Selon Thierry Oberlé, journaliste pour Le Figaro : « Les Casques bleus ont frôlé la catastrophe le 14 août 2017. Ce lundi d'été, une partie du personnel onusien est en congé lorsqu'un commando pulvérise au lance-roquettes le poste d'entrée du quartier général de la force internationale, tue cinq sentinelles et pénètre à l'intérieur du sanctuaire. Visiblement bien renseigné, il neutralise le serveur du centre de télécommunication, se dirige vers le restaurant et rafale au passage le bureau du chef de la mission. Les six terroristes sont abattus avant d'avoir pu commettre un massacre. L'épisode sanglant connaît son épilogue dans la nuit à la morgue, où deux hommes armés cherchent à récupérer les cadavres de leurs compagnons. Retranchés dans leurs locaux, les gendarmes maliens ne bronchent pas. Quant à la Minusma qui craint un piège, elle hésite, puis se ravise et chasse les visiteurs du soir ».
Le même jour, au matin, une autre attaque est menée à Douentza, où un soldat malien et un casque bleu togolais sont tués, ainsi que deux assaillants,.

## Bilan humain
Selon la MINUSMA, l'attaque fait 13 morts : cinq agents de sécurité d'une société de gardiennage, un gendarme malien, un agent civil contractuel de la MINUSMA et six djihadistes,. Un garde de sécurité malien et six casques bleus sont également blessés, dont deux grièvement. Parmi ces derniers, figurent des Burkinabés.

## Réactions
L'attaque n'est pas revendiquée, mais le Groupe de soutien à l'islam et aux musulmans est suspecté.
Cette attaque, ainsi que celle de Douentza sont condamnées par les 15 membres du Conseil de sécurité des Nations unies. Le chef de la MINUSMA, Mahamat Saleh Annadif, parle d'un « acte lâche et ignoble » ; tandis qu'António Guterres, le secrétaire général des Nations unies, affirme qu'au regard du droit international, ces attaques « peuvent constituer des crimes de guerre ».